# Serikbai Turymow
Serikbai Ötelgenuly Turymow (kasachisch Серікбай Өтелгенұлы Тұрымов, russisch Серикбай Утелгенович Трумов Serikbai Utelgenowitsch Trumow; * 3. Juni 1964 in Fort Schewtschenko, Kasachische SSR) ist ein kasachischer Politiker.

## Leben
Serikbai Turymow wurde 1964 in Fort Schewtschenko in der Oblast Mangistau geboren. Er studierte am Kasachischen Polytechnischen Institut in Alma-Ata, wo er 1992 einen Abschluss in Bauingenieurwesen erwarb.
Turymow begann seine Laufbahn als Arbeiter beim Unternehmen Mangyschlakselstroi-12, für das er von 1981 bis 1990 arbeitete. Anschließend war er in verschiedenen Positionen bis hin zum ersten Sekretär bei der Leninistischen Kommunistischen Jugendunion Kasachstans in seiner Heimatstadt Fort Schewtschenko tätig. Von 1994 bis 1995 arbeitete er für die Verwaltung des Bezirks Tüpqaraghan, bevor er anschließend neu Jahre lang für das Unternehmen TOO Tupqaraghan tätig war. Ab November 2004 bekleidete er als Äkim des Bezirks Tupqaraghan zum ersten Mal ein politisches Amt. Diese Position bekleidete er zwei Jahre lang. Von November 2006 bis November 2008 war Turymow stellvertretender Äkim (Gouverneur) des Gebietes Mangghystau und anschließend erneut Äkim des Bezirks Tüpqaraghan. Nachdem infolge der gewaltsamen Proteste in Schangaösen der Bürgermeister der Stadt, Oraq Sarböpejew, entlassen wurde, setzte die kasachische Regierung Turymow als neuen Bürgermeister von Schangaösen ein. Am 10. Juli 2015 wurde er dann zum Bürgermeister der Stadt Aqtau ernannt. Ab November 2017 war er Abgeordneter im regionalen Parlament des Gebietes Mangghystau.
Seit dem 13. Juni 2019 war er Äkim des Gebietes Mangghystau. Am 7. September 2021 wurde er von Präsident Toqajew von diesem Posten entlassen nur um drei Tage später von diesem zum Abgeordneten im kasachischen Senat ernannt zu werden. Seit Januar 2022 war er im Senat Vorsitzender des Ausschusses für Finanzen und Haushalt. Im Januar 2023 wurde Turymow von seinem Amt als Senator entlassen; seitdem ist er Ombudsmann beim kasachischen Staatsfonds Samruk-Kazyna.